# Ливан на Универсиадах
Ливан принимает участие в Универсиадах начиная с летней Универсиады 1959 года в Турине. На зимних Универсиадах спортивная делегация Ливана участвует начиная с Универсиады 1966 года в Сестриере.
На настоящее время (после летней Универсиады 2021 и зимней Универсиады 2023) спортсмены Ливана на всех Универсиадах медалей не завоевали.